# Demänovka (likér)
Demänovka je slovenský bylinný likér se sladkou jemně medovou aromatickou chutí. Tento nápoj se vyrábí ve dvou druzích a to jako Demänovka bylinný likér 33% a Demänovka bylinná hořká 38%. Likér se vyrábí ze 14 druhů bylin, tatranské vody a včelího medu.